# Montanaso Lombardo
Montanaso Lombardo é uma comuna italiana da região da Lombardia, província de Lodi, com cerca de 1.524 habitantes. Estende-se por uma área de 9 km², tendo uma densidade populacional de 169 hab/km².
Faz fronteira com Mulazzano, Boffalora d'Adda, Galgagnano, Tavazzano con Villavesco, Lodi.

## Historia
No século X foi propriedade do Bispo de Lodi. Depois passou entre vários proprietários até Matteo Visconti 1295, que fez da cidade uma posiçõo estrategica.

## Demografia
| Variação demográfica do município entre 1861 e 2011                               |
|                                                                                   |
| Fonte: Istituto Nazionale di Statistica (ISTAT) - Elaboração gráfica da Wikipedia |

## Outras imagens

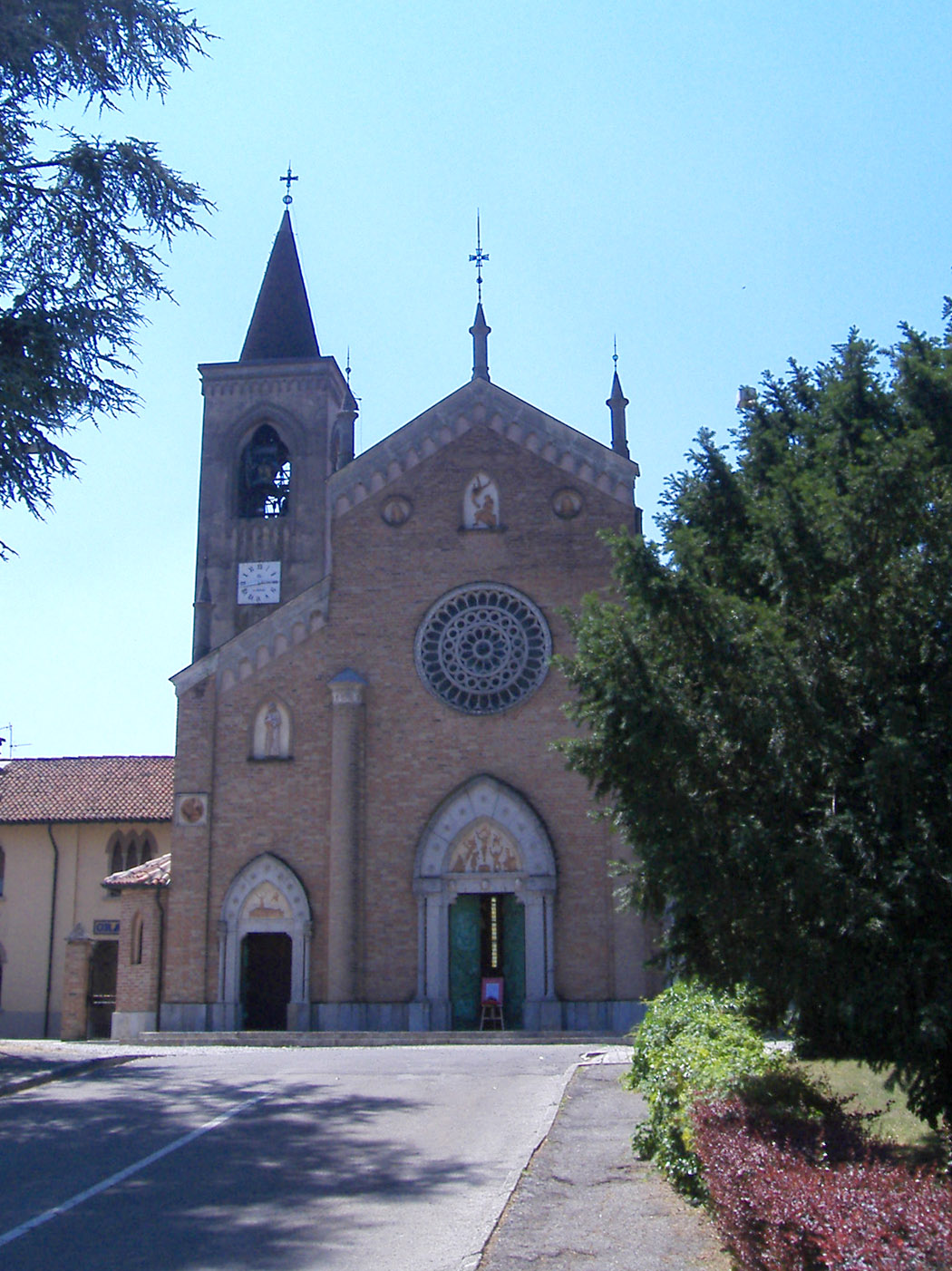
A igreja paroquial
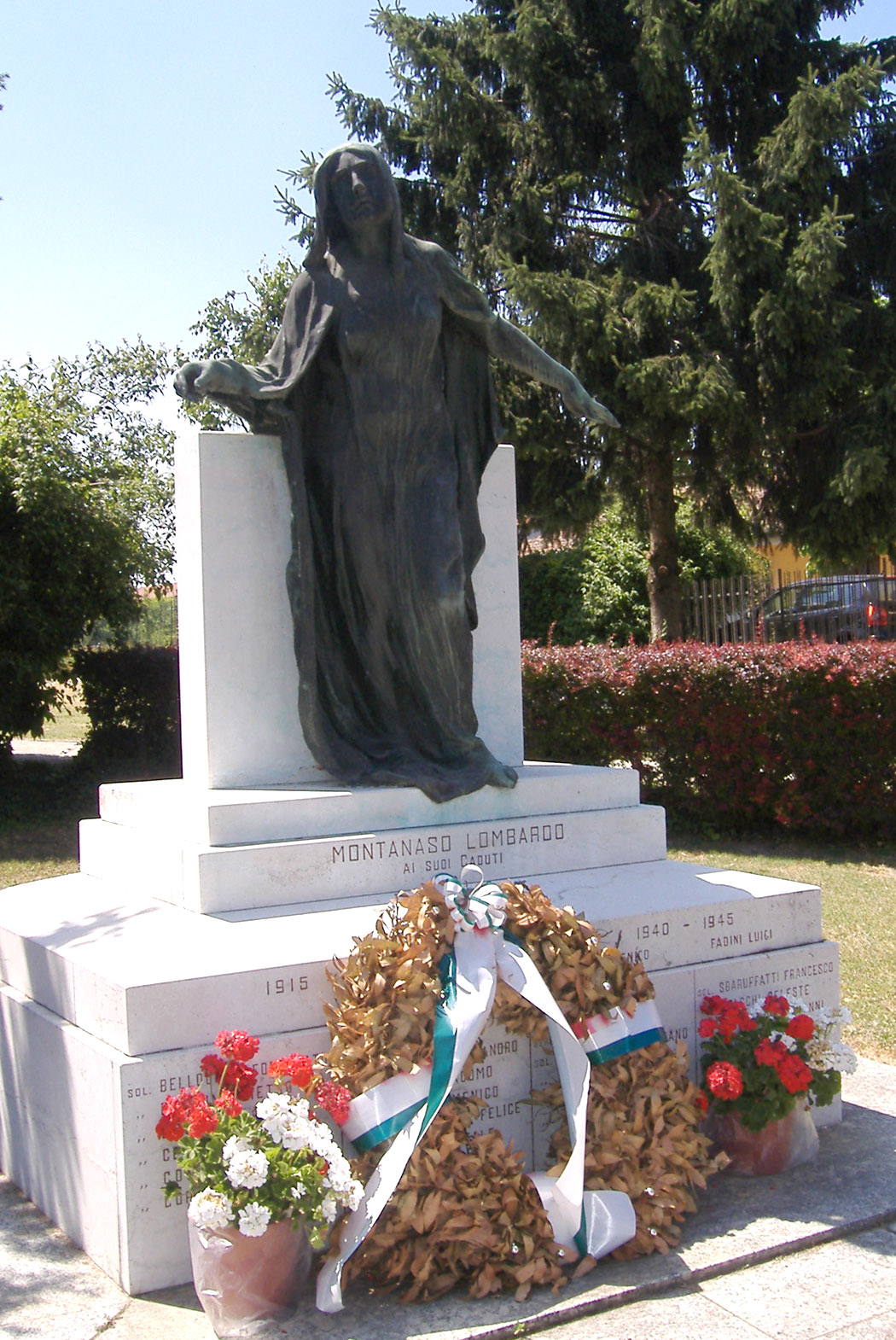
O monumento aos soldados mortos nas duas Guerras Mundiais

## Cultura
Tem dois edificos importantes: a igreja paroquial, 1925, e o Sanctuário de Nossa Senhora de Arcanha.

## Conexões externas
- «Site oficial da Cidade»